# Hana Blažíková
Hana Blažíková (ur. 2 grudnia 1980 w Pradze) – czeska śpiewaczka (sopran) i harfistka.
W 2002 ukończyła Konserwatorium Praskie w klasie śpiewu Jiříego Kotouča, a następnie kontynuowała naukę m.in. u Poppy Holden, Petera Kooya, Moniki Mauch i Howarda Crooka. Studiowała także muzykologię i filozofię na Uniwersytecie Karola w Pradze. 
Hana Blažíková specjalizuje się w interpretacji utworów średniowiecznych, barokowych i renesansowych, wykonywanych z zespołami i orkiestrami. Występowała na licznych festiwalach m.in. Praska Wiosna (Pražské jaro, 2004 i 2005), Festival Oude Muziek w Utrechcie (2005), Resonanzen w Wiedniu (2006), Tage Alter Musik w Ratyzbonie. Wykonywane przez nią utwory zostały wydane na ok. 20 płytach, brała udział m.in. w nagraniu wszystkich kantat Jana Sebastiana Bacha w wykonaniu Bach Kolegium Japan. 
Hana Blažíková jest również harfistką.